# توماس اورتیز
توماس اورتیز (انگلیسی: Tomás Ortiz؛ زادهٔ ۱۰ مارس ۲۰۰۰) بازیکن فوتبال است.